# مروحة (آلة)

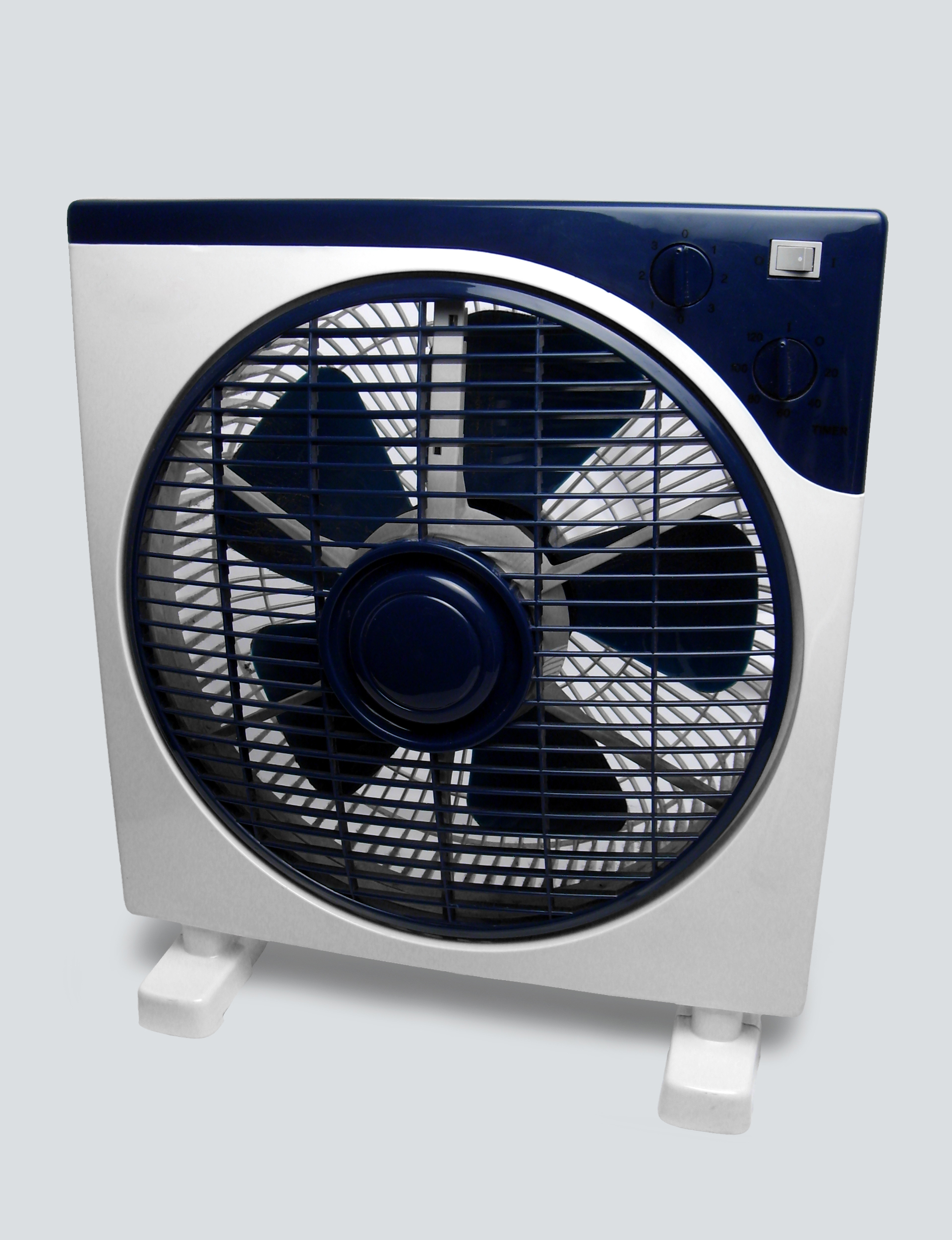
مروحة كهربائية منزلية

المروحة هي جهاز يتضمن محركًا يستخدم للتهوية في الأجواء الحارّة من أجل تأمين جو مريح وهادئ.
تتألف المروحة في أبسط أشكالها من محرك كهربائي متصل بنهايته شفرات أو ريش، عندما يدور المحرك تتحرك الريش مولدة تيارا هوائيا.

## مبدأ عمل المروحة
تعمل المروحة على أساس توليد فرق في الضغط وبالتالي إزاحة الهواء من جهة الضغط الأعلى نحو الضغط الأدنى الناجم عن حركة الشفرات. تتم هذه العملية بواسطة شفرات المروحة (مائلة الشكل) التي تقوم بإزاحة الهواء الملامس لسطح الشفرة أثناء دورانها. بسبب إزاحة الهواء من أحد جانبي سطح الشفرة فإن الضغط يرتفع قليلا على أحد الأسطح ويتولد فراغا جزئيا على السطح الآخر من الشفرة. نظراً لأن الضغط (الجوي هنا) متساو فإنه يدفع بكمية من الهواء البعيد عن السطح الخالي من الهواء نحوه لسد هذا الفراغ. تستمر هذه العملية مع دوران المروحة.
تتميز المراوح بإنتاج تيار هوائي بكميات كبيرة لكن بضغط منخفض (الضغط الأمامي الناجم عن دفع الهواء)، على عكس الضواغط (الكمبرسورات) والتي تنتج عادة ضغطاً أعلى نسبياً بتدفق أقل نسبيا.
يمكن للمروح أن تعمل بطريقة عكسية أي أنها تدور إذا ما دفع تيار هوائ نحو شفراتها وفي هذه الحال تسمى العنفات الهوائية (توربينات هوائية) التي لها تطبيقاتها في قياس سرعة الرياح (مرياح)، الطاحونة الهوائية.

## أنواع المراوح

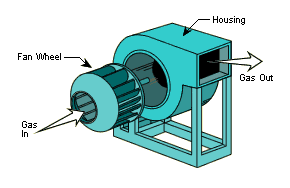
مروحة طاردة مركزية

- مروحة محورية - Axial fan: يكون تدفق الهواء موازياً للمحور كما في مراوح تبريد الثلاجات المنزلية، مراوح التهوية، مروحة الحاسوب، ومراوح السقف.
- مروحة طرد مركزي Centrifugal fan:يندفع الهواء نحو المحور ثم يتوزع عموديا أي شعاعيا على المحور.

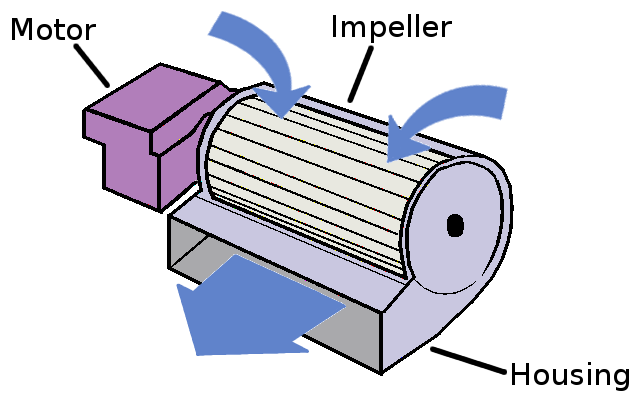
مروحة تدفق عرضي

- مروحة تدفق عرضي - Crossflow fan: يندفع الهواء عمودياً على المحور دخولاً من زاوية وخروجا من زاوية أخرى. يوجد هذا النوع من المراوح في المكيفات المركزية (التدفئة والتهوية وتكييف الهواء) بشكل خاص.